# U-9 (1935)
U-9 — малая подводная лодка типа IIB, времён Второй мировой войны. Заказ на постройку был отдан 20 июля 1934 года. Лодка была заложена на верфи судостроительной компании Germaniawerft, Киль 8 апреля 1935 года под заводским номером 543. Спущена на воду 30 июля 1935 года. 21 августа 1935 года принята на вооружение и, под командованием капитан-лейтенанта Ганса-Гюнтера Лооффа, 1 сентября 1935 года вошла в состав 1-й флотилии.

## История службы
U-9 была первой лодкой, которая имела собственный отличительный символ: на рубке был изображён Железный крест в память о заслугах одноимённой предшественницы во время Первой мировой войны.
Совершила 19 боевых походов, потопила 7 судов (16 669 брт). Потопила французскую подводную лодку (552 брт) и повредила советский сторожевик (412 брт). Потоплена авиабомбами советской авиации 20 августа 1944 года возле румынской Констанцы, погибло 27 человек (весь экипаж). В конце 1945 года поднята, сдана на лом в декабре 1946 года.

### Первый поход
25 августа 1939 года U-9 вышла из Вильгельмсхафена в свой первый боевой поход. U-boat имела приказ контролировать грузоперевозки на предмет контрабанды в районе Северного моря и восточного побережья Шотландии. За 22 дня похода она проверила 2 нейтральных судна и не обнаружила контрабандных грузов. 15 сентября 1939 года субмарина вернулась в Вильгельмсхафен.

### Второй поход
16 января 1940 года U-9 вышла из Вильгельмсхафена во второй поход в направлении восточного побережья Британии.
18 января 1940 года U-boat обнаружила два шведских грузовых судна — Patria и Flandria, шедших курсом на юг. Суда показались подозрительными, так как не несли флага национальной принадлежности. В 22:23 и 22:40 U-9 выпустила по ним две торпеды, которые, однако, не достигли цели. 30 минут спустя,  Flandria снова была обнаружена подлодкой и в 23:53 потоплена одной торпедой. Судно затонуло примерно в 95 миль (153 км) от города Эймёйдена. В 01:45 торпеда, выпущенная U-9, попала в Patria, после чего судно быстро затонуло. 4 выживших из 23 членов экипажа Partia были позднее подняты на борт шведского грузового судна Frigg, а 4 выживших из 21 члена экипажа Flandria были спасены норвежским грузовым судном Balzac два дня спустя.
В тот же день, 19 января, на U-9 обнаружилась поломка топливопровода, в результате чего она была вынуждена прекратить операцию и на следующий день вернуться в порт в Гельголанд для ремонта. 22 января 1940 года, после ремонта, субмарина была отправлена в Вильгельмсхафен.

### Третий поход
Третий поход U-9 начался в Вильгельмсхафене 5 февраля 1940 года и имел целью постановку минного поля в Мори-Ферт как часть подготовки к операции Нордмарк.
11 февраля 1940 года, в 18:20, лодка выстрелила одиночной торпедой по эстонскому судну Linda. Попадание привело к тому, что судно разломилось, и носовая часть мгновенно затонула. Кормовая часть последовала за ней спустя четыре минуты. Один из членов экипажа погиб.
14 февраля 1940 года U-boat завершила миссию, однако вынуждена была простоять три дня в Гельголанде, в связи со льдом, блокировавшим вход в гавань Вильгельмсхафена.
Позднее, 4 мая 1940 года, на одной из установленных 10 февраля на расстоянии в 4 миль (6,4 км) в направлении 330° от Тарбат-Несс мин, подорвался британский танкер San Tiburcio (под командованием Уолтера Фредерика Финна (англ. Walter Frederick Fynn)). На помощь танкеру были высланы буксир и HMS Codrington, однако через 45 минут судно разломилось надвое и затонуло. Капитан и все 39 членов экипажа были подняты на борт судна эскорта HMS Leicester City (FY223), и высажены на берег в Инвергордоне. Капитан Уолтер Фредерик Финн погиб 31 января 1942 года на своем следующем корабле San Arcadio, потопленном U-107.

### Четвёртый и пятый походы
В свой четвёртый поход с 14 марта по 20 марта 1940 года U-9 охотилась на субмарины противника, однако поход был безрезультатным.
4 апреля 1940 года U-9 вновь вышла из Вильгельмсхафен в боевой поход для поддержки сил вторжения в операции «Везерюбунг» (вторжение в Норвегию). Совместно с U-14, U-56, U-60 и U-62 составила Третью Группу.
14 апреля лодка зашла в Бремен для пополнения припасов с тренировочного судна Bremse.
20 апреля 1940 года осуществила торпедный залп по польскому эсминцу ORP Błyskawica, но промахнулась.
24 апреля 1940 года по окончании похода U-9 пришла в Киль.

### Шестой и седьмой походы
5 мая 1940 года U-9 вышла из Киля в свой шестой поход, имея задачей патрулирование прибрежные воды Бельгии для поддержки немецкого вторжения в Нижние Земли.
6 мая 1940 года во время столкновения с судном Sperrbrecher на выходе из Кильского канала U-boat слегка повредила носовую часть. Повреждения были устранены в тот же день в Гельголанде.
9 мая 1940 года U-9 атаковала двумя торпедами G7a находившуюся в надводном положении французскую субмарину Doris. Одна торпеда прошла мимо, вторая же попала в цель, в результате чего подводная лодка затонула в течение минуты, унеся с собой жизни 45 человек. Трое из погибших служили в КВМФ Великобритании.
11 мая 1940 года в 00:49 атаковала судно Viiu, шедшее без эскорта. После попадания одной торпедой G7e в район мостика, судно за минуту ушло на дно в районе буя Вестхиндер. Пятеро выживших (из 20 членов экипажа) были спасены HMS Arctic Hunter (FY1614) в десяти милях к востоку от острова Носс. За сутки до этого, 10 мая, Viiu подобрало выживших с британского парохода Henry Woodall, подорвавшегося на мине в трех милях к востоку от Уитернси.
В 14:00 того же дня, 11 мая, шедшее так же без эскорта судно Tringa (под командованием Хью Конвэя (англ. Hugh Conway)) в полутора милях от буя Вестхиндер, в устье Шельды, получило от U-9 торпеду в кормовую часть и немедленно затонуло. Погибли капитан, 15 членов экипажа и бельгийский лоцман. Шесть членов экипажа были позднее спасены HMS Malcolm, и высажены на берег в Рамсгит 13 мая.
15 мая 1940 года U-9 закончила поход в Вильгельмсхафене.
Пополнив припасы, 16 мая 1940 года U-boat вновь вышла в прибрежные воды Бельгии для охоты на корабли, пытающиеся уйти в Англию.
18 мая 1940 года в Северном море U-9 обнаружила субмарину противника, однако ситуация обошлась без стрельбы с обеих сторон.
23 мая в 12:54 лодка обнаружила Sigurd Faulbaum. После того, как U-9 выстрелила по нему двумя торпедами и попала обеими, судно разломилось надвое и затонуло на расстоянии примерно 15 миль (24 км) к северо-востоку от Зебрюгге.
30 мая 1940 года U-9 вернулась в Киль.
В дальнейшем субмарина была переброшена на Чёрное море, где и продолжила нести боевую службу.

### Походы с восьмого по шестнадцатый
В этом регионе служба U-9 была довольно однообразна и непримечательна, и заключалась, в основном, в патрулировании и разведке, практически не сопровождаясь боевыми действиями. Первоначальным местом базирования лодки являлась румынская Констанца.
- 11 ноября 1942 года - 1 декабря 1942 года - патрулирование возле Трабзона, Батуми, Поти и Сухуми. 19 ноября сделала фотографии порта Поти.[9]

- 19 декабря 1942 года - 7 января 1943 года - патрулирование между Гагрой и Туапсе. 27 декабря 1942 года лодка была атакована советским минным тральщиком около Сочи, сбросившим на субмарину 8 глубинных бомб, нанесших, впрочем, лишь незначительные повреждения.[10]

- 3 февраля 1943 года - 3 марта 1943 года - патрулирование возле Новороссийска и Геленджика.[11] 12 февраля лодка была обнаружена советской подводной лодкой С-33, но оторвалась от преследования на полном ходу в крейсерском положении.

- 17 апреля 1943 года - 10 мая 1943 года - патрулирование между Сухуми и Адлером.[12]

- 20 мая 1943 года - 12 июня 1943 года - патрулирование между Геленджиком и Туапсе.[13]

- 24 августа 1943 года - 10 сентября 1943 года - патрулирование между Батуми, Поти и Сухуми. 4 сентября вынуждена была прервать поход из-за поломки компасов, гидрофона и перископа. 6 сентября встала на ремонт в Севастополе. По окончании ремонта, 9 сентября, отправилась в Констанцу.[14]

- 2 октября 1943 года - 6 ноября 1943 года. До 11 октября охота на подводные лодки возле Феодосии, затем патрулирование между Сухуми и Адлером. 23 октября зашла в Феодосию для пополнения запасов.[15]

- 28 ноября 1943 года - 25 декабря 1943 года. Патрулирование между Поти, Гагрой и Туапсе.  16 декабря зашла в Феодосию для пополнения запасов, и, затем, патрулировала возле Батуми.[16]

- 21 февраля 1944 года - 28 февраля 1944 года. Охота на подводные лодки на юге Крыма. 24 февраля из-за проблем с двигателем была вынуждена прервать поход и пришла в Севастополь. После небольшого ремонта направилась обратно в Констанцу для замены блока цилиндров.[17]

### Семнадцатый поход
23 марта 1944 года U-9 вышла из Констанцы после ремонта. Задачей было патрулирование прибрежных вод возле Поти.
30 марта зашла в Феодосию для дозаправки, высадив так же заболевшего члена экипажа. На следующий день, во время советского авианалёта на гавань, был ранен командир лодки обер-лейтенант Клапдор, в результате чего он был отправлен в госпиталь. Командование принял первый помощник лейтенант Дерманн (нем. Dehrmann).
Выйдя из Феодосии 30 марта, лодка перешла через Ялту в Севастополь, где и встала на ремонт.
5 апреля, по окончании ремонта, была направлена обратно в Констанцу как часть конвоя Аида, куда и прибыла благополучно на следующий день, 6 апреля.

### Восемнадцатый поход
26 апреля 1944 года U-9 вновь вышла из Констанцы в патрулирование между Туапсе и Новороссийском.
11 мая в 16:32 к югу от Ялты атаковала советский конвой, состоящий из танкера, сторожевого корабля, минного тральщика и семи более мелких судов эскорта, прикрытых тремя гидропланами, выпустив по нему торпеду G7es. Через 2 минуты 31 секунду наблюдала большой взрыв. Торпедой был поврежден сторожевой корабль Шторм, оставшийся, впрочем, на плаву и отбуксированный впоследствии в порт.
В ответ с эскортных судов на U-9 были сброшены глубинные бомбы, нанесшие лодке незначительные повреждения.
28 мая вернулась в Констанцу.

### Девятнадцатый поход
С 15 июля по 11 августа 1944 года U-9 выполняла свой последний поход в район Сочи. Ничем примечательным этот патруль, впрочем, отмечен не был.

### Судьба
Потоплена 20 августа 1944 года у причальной стенки порта Констанцы  от бомб советской авиации, вместе со всем экипажем в 27 человек. В конце 1945 года советские моряки подняли U-9 и отбуксировали в порт Николаев, где она была зачислена в резерв флота под новым индексом ТС-16. Однако из-за серьёзных повреждений её пришлось сдать на лом в декабре 1946 года.

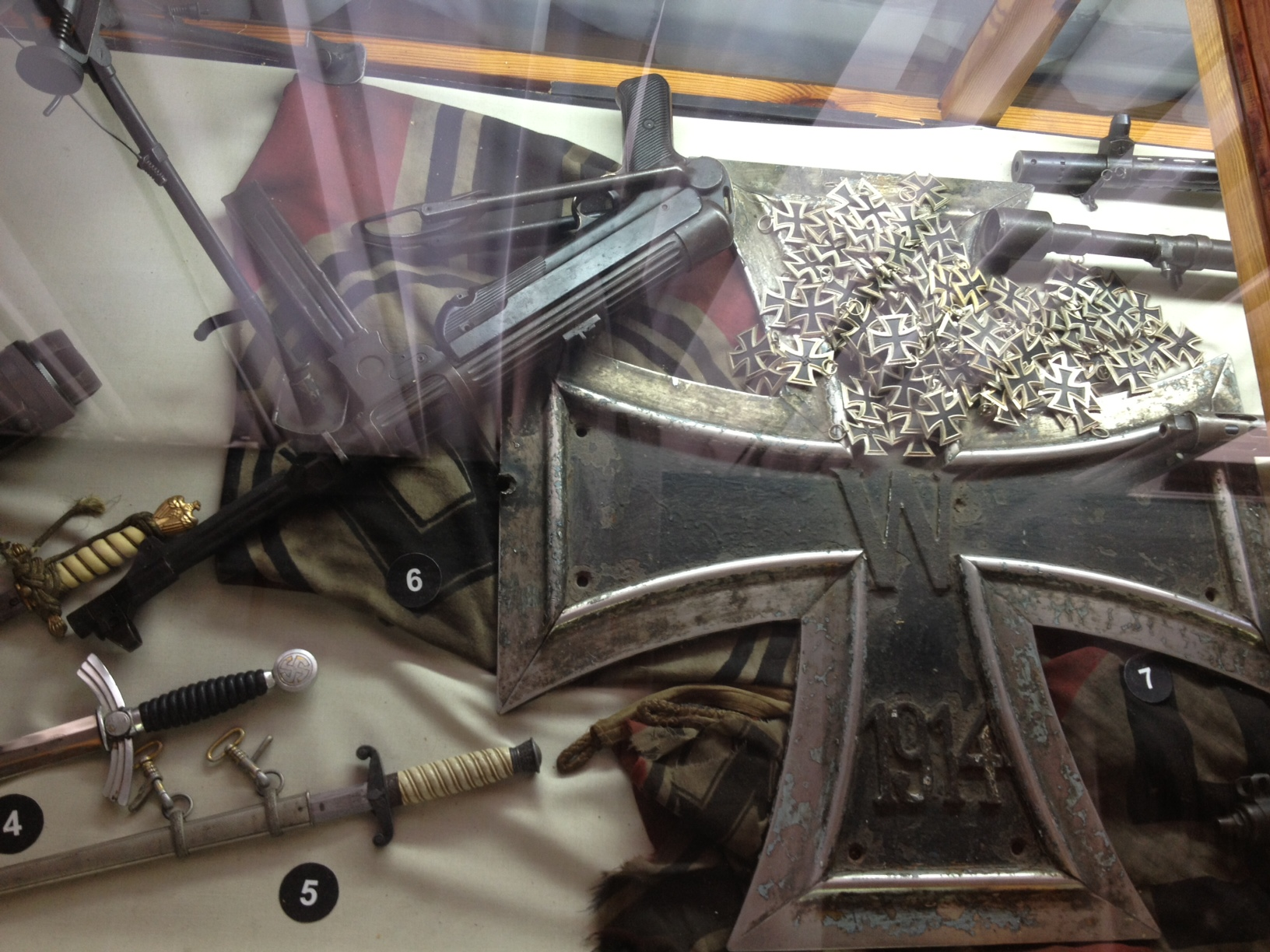
Эмблема в виде Железного креста, снятая с боевой рубки U-9 в музее Черноморского флота в Севастополе.

## Командиры
- 21 августа 1935 года — 1936 год/1937 год — капитан-лейтенант Ганс-Гюнтер Лоофф (нем. Kapitänleutnant Hans-Günther Looff)
- 30 сентября 1935 года — 30 сентября 1937 года — обер-лейтенант цур зее (с 1 апреля 1936 года капитан-лейтенант) Вернер фон Шмидт (нем. Oberleutnant zur See Werner von Schmidt)
- 1 октября 1937 года — 18 сентября 1939 года — капитан-лейтенант Людвиг Матес (нем. Kapitänleutnant Ludwig Mathes)
- 19 сентября 1939 года — 29 декабря 1939 года — обер-лейтенант цур зее Макс-Мартин Шульте (нем. Oberleutnant zur See Max-Martin Schulte)
- 30 декабря 1939 года — 10 июня 1940 года — обер-лейтенант цур зее Вольфганг Лют (нем. Oberleutnant zur See Wolfgang Lüth) (Кавалер Рыцарского Железного креста)
- 11 июня 1940 года — 20 октября 1940 года — обер-лейтенант цур зее Вольфганг Кауфманн (нем. Oberleutnant zur See Wolfgang Kaufmann)
- 21 октября 1940 года — 8 июня 1941 года — обер-лейтенант цур зее (с 1 апреля 1941 года капитан-лейтенант) Иоахим Дееке (нем. Oberleutnant zur See Joachim Deecke)
- 2 июля 1941 года — 30 апреля 1942 года — обер-лейтенант цур зее Ганс-Иоахим Шмидт-Вейхерт (нем. Oberleutnant zur See Hans-Joachim Schmidt-Weichert)
- 28 октября 1942 года — 15 сентября 1943 года — обер-лейтенант цур зее (с 1 августа 1943 года капитан-лейтенант) Ганс-Иоахим Шмидт-Вейхерт (нем. Oberleutnant zur See Hans-Joachim Schmidt-Weichert)
- 16 сентября 1943 года — 20 августа 1944 года — обер-лейтенант цур зее Гейнрих Клапдор (нем. Oberleutnant zur See Heinrich Klapdor)
- 5 апреля 1944 года — 6 апреля 1944 года — обер-лейтенант цур зее Мартин Ландт-Хайен (нем. Oberleutnant zur See Martin Landt-Hayen) (во время перехода лодки)
- 7 апреля 1944 года — июнь 1944 года — капитан-лейтенант Клаус Петерсен (нем. Kapitänleutnant Klaus Petersen)

## Флотилии
- 1 сентября 1935 года — 1 августа 1939 года — 1-я флотилия (боевая служба)
- 1 октября 1939 года — 31 декабря 1939 года — 1-я флотилия (учебная)
- 1 января 1940 года — 30 июня 1940 года — 1-я флотилия (боевая служба)
- 1 июля 1940 года — 31 октября 1940 года — 24-я флотилия (тренировочная)
- 1 ноября 1940 года — 1 мая 1942 года — 21-я флотилия (учебная)
- 1 октября 1942 года — 20 августа 1944 года — 30-я флотилия (боевая служба)

## Потопленные суда
| Название        | Тип                | Принадлежность | Дата                 | Тоннаж (брт) | Груз                                                         | Судьба             | Место                     |
| --------------- | ------------------ | -------------- | -------------------- | ------------ | ------------------------------------------------------------ | ------------------ | ------------------------- |
| Flandria        | грузовое судно     | Швеция         | 18 января 1940 года  | 1 179        | генеральный груз, бумага                                     | потоплен           | 54°00′ с. ш. 3°40′ в. д.  |
| Patria          | грузовое судно     | Швеция         | 19 января 1940 года  | 1 188        | уголь, асфальт, бумага                                       | потоплен           | 54°16′ с. ш. 3°30′ в. д.  |
| Linda           | грузовое судно     | Эстония        | 11 февраля 1940 года | 1 213        | уголь                                                        | потоплен           | 58°51′ с. ш. 1°54′ в. д.  |
| San Tiburcio    | танкер             | Великобритания | 4 мая 1940 года      | 5 995        | 2193 тонны нефти, 12 поплавков для летающих лодок Sunderland | подорвался на мине | 57°46′ с. ш. 3°45′ з. д.  |
| Doris           | подводная лодка    | Франция        | 9 мая 1940 года      | 552          |                                                              | потоплен           | 53°40′ с. ш. 4°00′ в. д.  |
| Tringa          | грузовое судно     | Великобритания | 11 мая 1940 года     | 1 930        | 1000 тонн углекислого калия, 1200 тонн железной руды         | потоплен           | 51°21′ с. ш. 2°55′ в. д.  |
| Viiu            | грузовое судно     | Эстония        | 11 мая 1940 года     | 1 908        |                                                              | потоплен           | 51°22′ с. ш. 2°26′ в. д.  |
| Sigurd Faulbaum | грузовое судно     | Бельгия        | 23 мая 1940 года     | 3 256        | олово                                                        | потоплен           | 51°29′ с. ш. 2°38′ в. д.  |
| Шторм           | сторожевой корабль | СССР           | 11 мая 1944 года     | 412          |                                                              | повреждён          | 43°50′ с. ш. 39°26′ в. д. |